# 陳茂賢
陳茂賢（英語：Anselm Chan Mou Yin，1982年12月13日—），是香港影視編劇、導演及監製。香港電影編劇會、香港導演會成員、註冊催眠治療師及註冊催眠治療發證導師。執導港產片《不日成婚》、《不日成婚2》及《破·地獄》。
《破·地獄》一開畫便已打破多項香港電影紀錄，最終以1.7億港元登上香港史上最高票房華語電影第一名[5]。並成為香港史上中西電影票房第三位，僅次於復仇者聯盟4及阿凡達，亦是惟一一部以2D格式製作的電影。
更憑《破·地獄》入圍第37屆東京國際電影節，並獲得第43屆香港電影金像獎最佳電影、最佳導演、最佳編劇等18項提名； 獲得第61屆亞太影展最佳導演；2024年上海影評人獎「年度十佳影片；2024年豆瓣十大高分電影；香港電影編劇家協會年度推薦劇本大獎及第43屆香港電影金像獎最佳編劇獎。2025年《破·地獄》於意大利烏甸尼遠東電影節奪得「觀眾票選銀桑獎」與及「專業評審黑龍大獎」，成為該屆電影節唯一奪獎的香港電影。2025年6月獲得上海國際電影節邀請，擔任電影創投項目的年度評審(推薦人)。

## 經歷
陳茂賢中一至中五在九龍塘學校（中學部）就讀。他小時候夢想做馬評人，16至17歲時隨馬評人馬恩賜入行，後來加入王晶旗下的馬經當編輯，得王晶賞識親自教他當編劇。2002年入行，加入晶藝電影事業有限公司後的他，曾參與超過十多套電視劇集的編劇工作，2006年，陳茂賢跟隨王晶加盟漢傳媒集團旗下的影王朝電影有限公司。2009年，离开影王朝，北上中國内地發展。2012年，在导演谷德昭邀請下返港，與其合作《百星酒店》、《六福喜事》、《惡人谷》等多部喜劇。
2021年，開始擔任導演，首部作品為自編自導的愛情喜劇《不日成婚》，因反應不俗，翌年開拍續集《不日成婚2》。2024年，開拍電影《破·地獄》，以香港電影罕見的殯儀作題材，一開畫便已打破多項香港電影紀錄，最终以1.7亿港元超越《毒舌大狀》和《九龍城寨之圍城》登上香港史上最高票房華語電影第一名。更憑《破·地獄》入圍第37屆東京國際電影節，獲得第43屆香港電影金像獎最佳電影、最佳導演、最佳編劇等18項提名。
獲得第61屆亞太影展最佳導演。2024年上海影評人獎「年度十佳影片；2024年豆瓣十大高分電影。更憑《破·地獄》獲得香港電影編劇家協會年度推薦劇本大獎及第43屆香港電影金像獎最佳編劇獎。2025年《破·地獄》於意大利烏甸尼遠東電影節奪得「觀眾票選銀桑獎」與及「專業評審黑龍大獎」，成為該屆電影節唯一奪獎的香港電影。2025年6月獲得上海國際電影節邀請，擔任電影創投項目的年度評審(推薦人)。

## 作品

### 編劇

#### 電視劇
- 《情陷夜中環》（2005）
- 《情陷夜中環2》（2006）
- 《八大豪侠》（2006）
- 《浴火凤凰》（2006）
- 《暴雨梨花》（2007）
- 《仁者黄飞鸿》（2008）
- 《十大奇冤》（2008）
- 《飘香剑雨》（2018）
- 《啼笑书香》（2021）

#### 電影
- 《甜心粉絲王》（2007）
- 《我老婆係賭聖》（2008）
- 《超时空救兵》 (2012)
- 《男人如衣服》 (2012)
- 《百星酒店》(2013)
- 《六福喜事》 (2014)
- 《惡人谷》(2016)
- 《天生不對》 (2017)
- 《卧底巨星》 (2018)

### 導演
- 《不日成婚》（兼編劇） (2021)
- 《不日成婚2》（兼編劇）(2023)
- 《破·地獄》（兼編劇） (2024)

## 外部連結
- 陳茂賢的Facebook專頁
- 陳茂賢的新浪微博
- anselmchan的BLOG的新浪博客
- 陳茂賢在互联网电影资料库（IMDb）上的資料（英文）（英文）
- 陳茂賢在香港影庫上的簡介
- 陳茂賢在豆瓣上的资料（简体中文）
- 陳茂賢在时光网上的簡介（简体中文）